# Minions 2 - Come Gru diventa cattivissimo
Minions 2 - Come Gru diventa cattivissimo (Minions: The Rise of Gru) è un film d'animazione del 2022 diretto da Kyle Balda, Brad Ableson e Jonathan del Val.
La pellicola è il sequel del film Minions (2015) e un prequel/spin-off del franchise di Cattivissimo me.

## Trama
27 gennaio 1972. Un dodicenne Gru sogna di diventare un supercattivo, assistito dai Minions, che ha assunto a lavorare per lui. Egli è estasiato quando riceve un invito all'audizione dei Malefici 6, una banda di supercattivi guidata da Regina (in originale Belle Bottom) e composta da Claude-Chelà, Monachacku, Mano di Ferro e Svendicator, che sperano di trovare un nuovo membro per sostituire il loro fondatore, Willy Krudo, da loro tradito e ucciso dopo che questi li aveva aiutati a trovare la Pietra dello Zodiaco Cinese.
Al colloquio, Gru viene preso in giro dai Malefici 6, ritenendolo non abbastanza cattivo essendo un bambino e Regina lo invita a tornare quando farà qualcosa che li sorprenderà; credendo, appunto, di sorprendere il gruppo, durante una loro distrazione riesce a rubare la pietra grazie a un'invenzione donata poco prima dal Dottor Nefario (qui giovane commesso di un negozio di dischi) e scappa con i Minions Kevin, Stuart e Bob, consegnando la pietra a un altro Minion, Otto, perché la custodisca fino a casa.
Nel suo covo, Gru scopre che quest'ultimo ha scambiato la pietra con una Pet Rock, così il giovane, infuriato, li licenzia, prima di andare da solo a ritrovare la pietra. Tuttavia, Willy Krudo si è miracolosamente salvato e, accompagnato dai suoi tre scagnozzi appassionati di Bruce Lee, rapisce Gru (dopo aver assistito all'inizio dell'inseguimento e visto che aveva la pietra) e lo porta a San Francisco, dopodiché chiede ai Minion di consegnare entro 48 ore la pietra come riscatto (non avendola trovata).
Il bambino con cui Otto ha fatto lo scambio ha regalato la pietra allo zio. Così, mentre Kevin, Stuart e Bob partono per San Francisco per salvare Gru, Otto parte all'inseguimento dello zio motociclista che indossa la pietra come collana. Quando raggiungono la casa di Krudo, i tre Minions vengono inseguiti dai tre scagnozzi, fino a quando Maestra Chow, un'ex insegnante di Kung Fu che ora si guadagna da vivere in un centro di agopuntura, li salva sconfiggendo lei stessa gli scagnozzi, dopo averli visti in pericolo.
Avendola implorata, Chow decide di insegnare loro il kung fu: i tre si dimostrano studenti incompetenti, ma la donna scopre che ognuno ha particolari abilità come l'agilità di Kevin o la testa incredibilmente dura di Bob. Il trio torna a casa di Krudo per salvare Gru, convinti di essere pronti, non lasciando finir di spiegare alla maestra che hanno finito solo la prima parte. Nel frattempo, Otto riesce a raggiungere nella Valle della Morte il motociclista, anche lui diretto a San Francisco, che diventerà suo amico e gli restituirà la pietra.
Gli scagnozzi di Krudo decidono di licenziarsi, per cui Willy decide di obbligare Gru a svolgere alcuni "servizi", come pulire la piscina del criminale, popolata da coccodrilli affamati. In seguito il protagonista salva lo stesso Willy, caduto in piscina, dall'essere mangiato vivo dai coccodrilli. Krudo, riconoscente nei confronti del bambino, decide di diventare suo mentore, e insieme mettono in pratica una rapina alla Banca del Male, riuscendo a rubare la Gioconda.
I Malefici 6, dopo essersi recati a casa di Gru scoprono da un Minion, Mel, che Krudo è ancora vivo e si dirigono a San Francisco in cerca della pietra, distruggendo la sua casa nel tentativo di trovarlo. Non riuscendoci, si dirigono verso China Town, dove sono in corso i festeggiamenti per il capodanno Cinese, mentre Kevin, Stuart e Bob li inseguono. Tornato alla sua casa distrutta, Krudo, scosso, lamenta il tradimento dei suoi ex amici, rivelando che la cosa più importante per lui era la sua banda e decide di rinunciare alla malvagità, mandando via Gru.
Durante la parata del capodanno cinese a China Town, quest'ultimo e Otto si ritrovano con la pietra ma vengono messi alle strette dai Malefici 6, che a loro volta si confrontano con gli agenti della Lega Anti-Cattivi. I malvagi usano quindi la pietra per trasformarsi negli animali dello zodiaco cinese diventando un drago (Regina), un serpente (Monachacku), una tigre (Svendicator), un bue (Mano di Ferro) e una scimmia (Claude-Chelà) enormi, avendo la meglio sulla Lega.
Regina tenta di uccidere Gru legandolo alle lancette di una torre dell'orologio per farlo a pezzi. Kevin, Stuart e Bob riescono a trovare il protagonista, ma vengono trasformati rispettivamente in un coniglio, un gallo e una capra. Tuttavia, Krudo ritorna e combatte contro i Malefici 6 con i Minions. Incoraggiati dall'insegnamento di Chow, Kevin, Stuart e Bob riescono a sconfiggere la maggior parte dei Malefici 6, usando l'agilità e le zampe del coniglio, la testata della capra e le "uova" del gallo. Otto salva Gru, ma Krudo viene gravemente ustionato dalle fiamme di Regina. I tre allora riescono a sconfiggerli tutti con la loro "bestia interiore" .
Riuscito a sottrarre la pietra ai Malefici 6, Gru li trasforma in topi che vengono poi arrestati. Kevin, Stuart e Bob ritornano come prima, grazie a Otto; il bambino ha il suo primo incontro con Silas Caprachiappa, che recupera la pietra e che fa promettere a Gru di rigare dritto, cosa che non intende mantenere. Krudo, gravemente ferito, viene portato in ospedale. La scena successiva mostra il funerale dell'uomo: Gru pronuncia un sincero elogio, ma riesce a intravederlo nascosto tra gli alberi. Il cattivo è sopravvissuto ancora una volta e non vede l'ora di insegnare a Gru e ai suoi Minions (che ora considera la sua banda) tutto ciò che c'è da sapere sulla malvagità suggerendo al ragazzino di "puntate alla Luna".
In una scena a metà dei titoli di coda, Gru tenta di assumere Nefario in segno di gratitudine. Quest'ultimo inizialmente rifiuta, ma cambia idea dopo che Gru e i Minions lo implorano, dando loro un passaggio su una auto volante, la stessa presente nella saga di Cattivissimo me.

## Produzione
Il 25 gennaio 2017 venne annunciato il sequel, previsto per il 2020. Il 21 maggio 2019 venne svelato il titolo originale, Minions:The Rise of Gru. Il titolo italiano venne svelato con il primo trailer ufficiale, che è Minions 2: Come Gru diventa cattivissimo.

## Promozione
Il trailer è stato trasmesso durante l'intervallo della finale del Super Bowl il 2 febbraio 2020. Il secondo trailer del film è stato pubblicato il 18 dicembre 2021.

## Colonna sonora
L'album della colonna sonora del film è stato pubblicato il 1 luglio 2022 tramite Decca Records e Verve Label Group. La colonna sonora prodotta da Jack Antonoff è composta da vari artisti contemporanei che coprono famosi successi funk, pop e soul degli anni '70. " Turn Up the Sunshine " di Diana Ross e Tame Impala è stato pubblicato come singolo principale dell'album il 20 maggio 2022.

## Distribuzione
Il film, inizialmente fissato per il 2 luglio 2020, poi rinviato al 2 luglio 2021 a causa della pandemia di COVID-19, è stato distribuito nelle sale cinematografiche statunitensi a partire dal 1º luglio 2022. In Italia il film è stato distribuito nelle sale cinematografiche dal 18 agosto 2022.

### Edizione italiana
L'edizione italiana del film è stata curata dalla Universal Pictures International Italy con la direzione del doppiaggio e l'adattamento dei dialoghi curati da Marco Guadagno assistito da Elena Federico. Il doppiaggio italiano e la sonorizzazione della pellicola, invece, vennero eseguiti dalla Dubbing Brothers Int. Italia.

## Accoglienza

### Incassi
Il film ha incassato 370270765 $ nel Nord America e 569933000 $ nel resto del mondo, per un totale di 940203765 $, a fronte di un budget di 80 milioni, rendendolo il 5° incasso globale del 2022.

### Critica
L'aggregatore di recensioni Rotten Tomatoes riporta una percentuale di gradimento del 70% con un voto medio di 6,1 su 10 basato su 185 recensioni, mentre il sito Metacritic attribuisce al film un punteggio di 56 su 100 in base a 41 recensioni.